# Yoshioka Yayoi

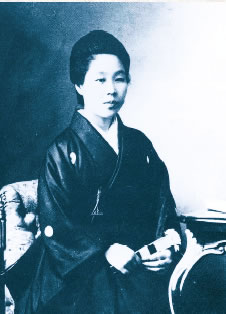
Yoshioka Yayoi, 1901

Yoshioka Yayoi (japanisch 吉岡 弥生, Kyūjitai: 吉岡 彌生, wirklicher Name: Washiyama Yayoi (鷲山 彌生); geboren 29. April 1871 in Hijikata (heute: Kakegawa), Provinz Tōtōmi (heute: Präfektur Shizuoka); gestorben 22. Mai 1959 im Stadtbezirk Setagaya Präfektur Tokio) war eine japanische Ärztin, Pädagogin und Frauenrechtsaktivistin. Sie gründete 1900 die Tokyo Women’s Medical University (東京女子医科大学), die erste medizinische Hochschule für Frauen in Japan. Sie war Trägerin des fünften Verdienstranges. Außerdem wurde sie mit der Ehrenmedaille am grünen Band als Persönlichkeit mit besonderem sozialen Engagement geehrt.

## Leben und Schaffen

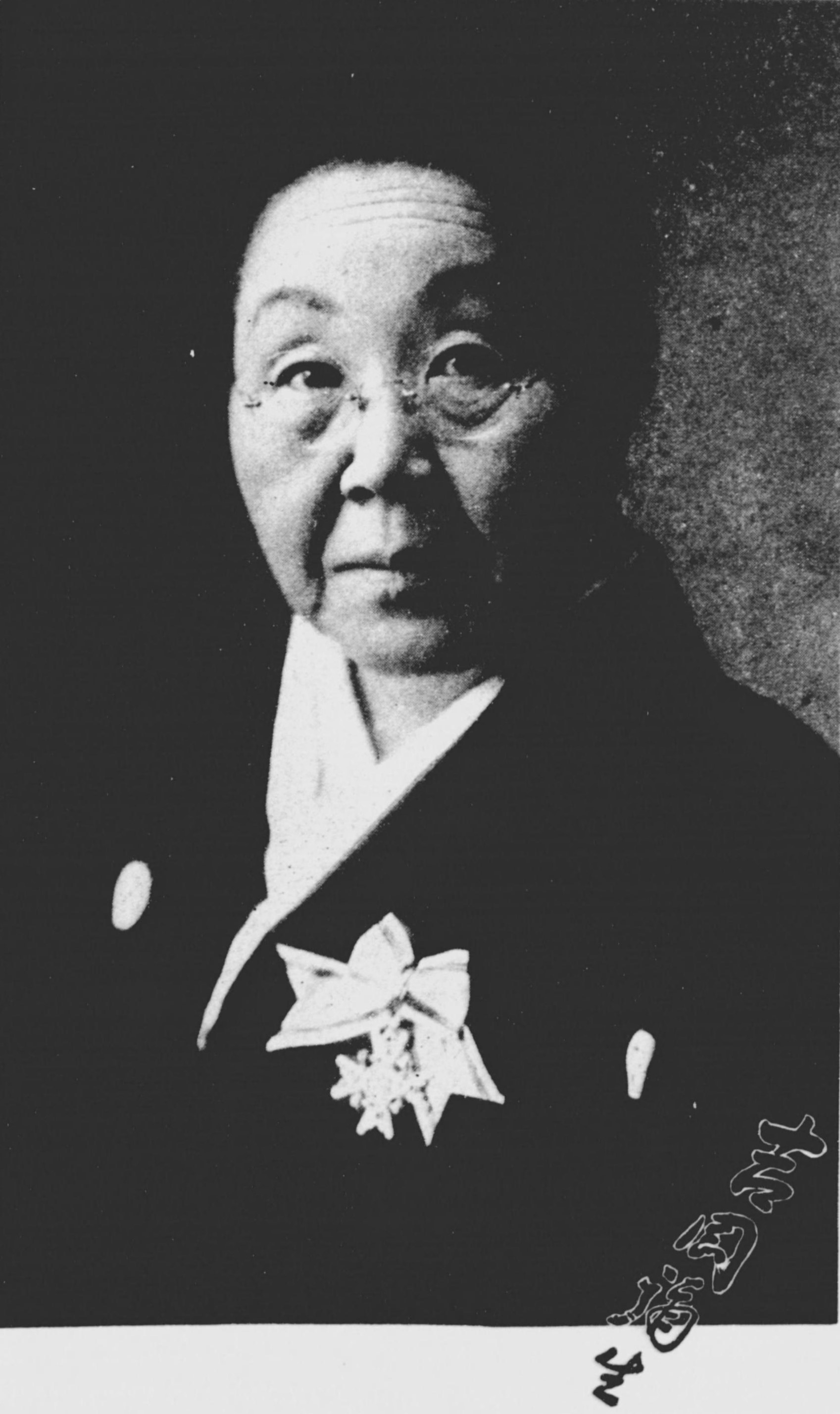
Yoshioka Yayoi um 1941

Sie wurde 1871 als Tochter des Arztes für chinesische Medizin Yosai Washiyama geboren. 1889 zog sie nach Tokio und besuchte die Saisei-Gakusha (済生学舎) (heute: Nippon Medical School), eine der ältesten medizinischen Privatschulen.
1889 bestand sie als 27. Japanerin die medizinische Zulassungsprüfung des Ministeriums für Innere Angelegenheiten. Da ihre Aussichten zu jener Zeit als Medizinerin in Japan zu praktizieren gering waren, arbeitete sie tagsüber und unterrichtete abends Deutsch an der Schule Tokio Shisei Gakuin (東京至誠学院). Im selben Jahr heiratete sie Arai Yoshioka, den Leiter der Schule. Am 5. Dezember 1900 gründete sie die Tokyo Women’s Medical School. Bis 1912 erhielten die Absolventinnen kein Examen und durften auch nicht praktizieren. 1920 wurde die Ausbildungsstätte vom Kultusministerium (Mombu-shō) als Schule anerkannt.
Yayoi war ihr gesamtes Leben lang stets politisch aktiv. Sie setzte sich für die Verbesserung der gesellschaftlichen Stellung von Frauen und für Sexualerziehung ein. 1928 nahm Yayoi als Vertreterin des japanischen Ärztinnenverbandes (日本女医会) an der Pan-Pacific Women’s Conference in Honolulu teil. 1933 wurde sie in den Untersuchungsausschuss für soziale Erziehung des Kultusministeriums (文部省社会教育調査委員会) berufen. 1937 dann wurde sie Mitglied des beratenden Erziehungsausschusses der japanischen Regierung. Während des Krieges war Yayoi Vorsitzende der Tokio Fujinkai (東京婦人会, etwa: Tokioter Frauenverband) und in der Aikoku fujinkai (愛国婦人会, etwa: Verband patriotischer Frauen) aktiv.
1955 wurde Yayoi mit dem Orden der Edlen Krone (4. Klasse) ausgezeichnet. Sie starb zuhause in Setagaya im Alter von 88 Jahren.
Postum wurde sie 1959 mit dem Orden des Heiligen Schatzes geehrt. 1977 sendete NHK die Fernsehserie Sakura sakura (さくらさくら), die Yayois Leben und Schaffen zum Gegenstand hat. Die Japan Medical Women’s Association benannte nach ihr den Yoshioka-Yayoi-Preis,. Im September 2020 war ihr Konterfei zusammen mit dem von Naruse Jinzō und Tsuda Umeko auf der 80 Yen Sondermarke abgebildet. Auf dem Campus in Kawada erinnert ein nach ihr benannter Vorlesungssaal an Yayoi. In Kakegawa wurde im November 1998 ein Museum, das Kakegawa-shi Yoahioka Yayoi kinenkan (掛川市吉岡彌生記念館) zum Gedenken an ihr Leben und Schaffen eröffnet.
Yayoi hatte zwei ältere Brüder und einen Sohn namens Hiroto (1902–1991).
Am 23. November 1999 wurde der Asteroid (6199) Yoshiokayayoi nach ihr benannt.

## Werke
- 1900 Wabun dokuyaku doitsu sakubun dokushū (和文独訳 独逸作文独修, etwa: Japanisch-deutsche Übersetzung, Deutsch schreiben im Selbststudium)
- 1912 Fujin no eisei (婦人の衛生, etwa: Hygiene für Frauen)
- 1915 Katei no eisei (家庭の衛生, etwa: Hygiene im Haushalt)
- 1916 Kateikango no shiori (家庭看護の栞, etwa: Ratgeber für die Hauspflege)
- 1917 Nichijō eisei wakaki fujin no kokoroe (日常衛生 若き婦人の心得, etwa: Ratgeber zu täglichen Hygiene für junge Frauen)
- 1919 Kekkon yori ikuji made (結婚より育児まで, etwa: Von der Hochzeit zur Kinderpflege)
- 1919 Katei eisei fujin isshō no kokoroe (家庭衛生 婦人一生の心得, etwa: Ratgeber für das Leben der Frauen zur Hauspflege)
- 1921 Watashi no jikkenshitaru anzan to ikuji (私の実験したる安産と育児)
- 1925 Katei ni okeru kango no chishiki (家庭に於ける看護の知識, etwa: Pflegekenntnisse für den Haushalt)
- 1936 Joi no shōrai to shishimei (女医の将来と其使命, etwa: Zukunft und Aufgaben der Medizinerinnen)
- 1937 Kuru mono no tame ni (来るものゝ為に, etwa: Der kommenden (Dinge) wegen)
- 1938 Haha no kyōiku ninshin yori ikuji made (母の教育 姙娠より育児まで, etwa: Mütterliche Erziehung – von der Schwangerschaft zur Kinderpflege)
- 1939 Ninshin to anzan no kokoroe (姙娠と安産の心得, etwa: Ratgeber für die Schwangerschaft und eine leichte Entbindung)
- 1941 Josei no shuppatsu (女性の出発, etwa: Aufbruch der Frauen)
- 1952 Kono jūnenkan Yayoi Yoshioka shōden (この十年間 続吉岡弥生伝, etwa: Die (letzten) 10 Jahre Biografie von Yayoi Yoshioka)